# António Pereira de Figueiredo
António Pereira de Figueiredo est un écrivain portugais né à Mação en 1725 et mort en 1797 à Lisbonne.
Il entra dans la congrégation de l'Oratoire, se livra il l'enseignement, et commença à se faire connaître par la publication d'ouvrages sur la langue et la grammaire. Des différends s'étant élevés entre la cour de Rome et celle de Portugal, Figueiredo se prononça en faveur du pouvoir des rois sur les personnes et les biens ecclésiastiques, et fit paraître sur ce sujet des écrits qui lui valurent d'être successivement nommé député ordinaire du tribunal de la censure, premier interprète dans les bureaux des affaires étrangères et de la guerre (1759), député de la junte du subside littéraire et de l'instruction publique (1772).
Figueiredo devint membre, puis doyen (1792) de l'Académie des sciences de Lisbonne. Il fut un adversaire constant des jésuites, chez qui il avait été élevé et qu'il avait pu apprécier.

## Œuvres
Il ne composa pas moins de 169 ouvrages, dont 68 ont été imprimés et, pour la plupart, souvent réédités. Les principaux sont :
- Exercicios da lingua latina et portugueza (Lisbonne, 1751, in-8°);
- Novo methodo da grammatica latina (1752, in-8°);
- Principios da historia ecclesiastica em forma de dialogo (1765, 2 vol. in-8°)
- Doctrina veteris Ecclesiæ de suprema regum etiam in clericos potestate (1765, in-fol.), traduit en français (Paris, 1766);
- Tentativa theologica (1766, in-4°), traduite en français par Pinault (Lyon, 1772)
- Demonstração theologica, etc. (1769, in-4°), sur le droit des métropolitains, en cas de rupture avec Rome, de sacrer les évêques nommés par le roi.

Dans ces trois derniers ouvrages, écrits avec autant de logique et d'érudition que de force et d'éloquence, il défend les droits du pouvoir civil contre les usurpations de l’Église.